# خلف الحوسني
خلف الحوسني (مواليد 23 فبراير 1996، لاعب كرة قدم إماراتي يجيد اللعب في الظهير الأيسر مع نادي بني ياس.

## مسيرة اللاعب
لعب في الفئات السنية في نادي الظفرة و وصل للفريق الأول في عام 2015 و أعير إلى نادي حتا مطلع عام 2020 و أعير إلى نادي خورفكان في عام 2022 و انتقل إلى نادي بني ياس في عام 2023.

## روابط خارجية
- خلف الحوسني على موقع قاعدة بيانات كرة القدم.إي يو (الإنجليزية)
- خلف الحوسني على موقع Soccerway.com (الإنجليزية)